# Associazione svizzera degli studenti in medicina
L'Associazione svizzera degli studenti in medicina (in inglese Swiss Medical Students' Association abbreviato in  Swimsa) è l'associazione studentesca indipendente e politicamente neutrale degli studenti di medicina svizzeri. 
Essa rappresenta i suoi membri, provenienti dalle facoltà di medicina delle università di Basilea, Berna, Friburgo, Ginevra, Losanna, Lugano e Zurigo, sia sul piano nazionale che su quello internazionale.

## Storia
Nel 1917 le facoltà di medicina svizzere si riunirono nell'associazione dei sindacati clinici (VDSK dal tedesco Verband der Schweizer Klinikerschaften).
Nel 1951 la VDSK costituì, insieme ad altre sei nazioni, a Copenaghen in Danimarca, la Federazione internazionale delle associazioni di studenti in medicina (International Federation of Medical Students' Associations), la quale si è impegnata sino ad oggi a sostenere gli interessi degli studenti di medicina sul piano nazionale ed internazionale.
Nell'arco di una riforma la VDSK è stata sostituita con l'Associazione degli Studenti di Medicina Svizzeri (VSM dal tedesco Verband Schweizer Medizinstudierender). Dalla VSM si separò in seguito quella che divenne la IFMSA-Switzerland, che iniziò ad occuparsi degli scambi per gli studenti delle facoltà di medicina. 
Nel 2006 la VSM e la IFMSA-Switzerland giunsero ad una trattativa che portò alla fusione di entrambe le associazioni sotto il nuovo nome di Swiss Medical Students' Association (swimsa). Quella che fino ad allora era rappresentata come IFMSA-Switzerland, prese il nome di swimsa Exchanges rimanendo così un'associazione de iure indipendente dalla swimsa.
Altri membri fondatori della swimsa furono i creatori del progetto “Achtung Liebe” (Attenzione Amore) e l'associazione zurighese Gruhu, che organizza praticantati clinici per gli studenti di medicina prevalentemente nelle nazioni africane.
Nel 2014 la swimsa Exchanges è stata sciolta e integrata alla swimsa.

## Membri e progetti
Le facoltà di medicina delle università di Basilea, Berna, Friburgo, Ginevra, Losanna, Lugano e Zurigo sono ritenute membri della swimsa con diritto di voto all'assemblea dei delegati.
I fondatori dei progetti esterni alle facoltà di medicina delle università elencate, sono invece membri non aventi diritto di voto alla medesima assemblea sovra citata. 
Attualmente i progetti membri della swimsa sono dieci, spesso presentano degli statuti propri e sono quindi da reputarsi delle associazioni a sé stanti.
| Progetto          | Associazione | Basilea | Berna | Friburgo | Ginevra | Losanna | Zurigo |
| ----------------- | ------------ | ------- | ----- | -------- | ------- | ------- | ------ |
| Achtung Liebe     | Si           | x       | x     | x        | -       | -       | x      |
| Amitié Hispaniola | No           | -       | -     | -        | -       | -       | x      |
| Doctors and Death | No           | x       | -     | x        | x       | -       | x      |
| Gruhu             | Si           | -       | -     | -        | -       | -       | x      |
| Marrow            | Si           | x       | x     | x        | x       | x       | x      |
| M.E.T.I.S         | No           | -       | -     | -        | -       | x       | -      |
| Teddybär Spital   | No           | x       | x     | x        | x       | x       | x      |
| UAEM              | No           | x       | x     | x        | x       | x       | x      |
| Medstache         | No           | x       | x     | x        | x       | x       | x      |
| ASC               | No           | -       | -     | -        | x       | -       | -      |

## Attività
La Swimsa funge da rappresentanza ufficiale per gli studenti di medicina umana e dentaria in Svizzera ed ha voce in capitolo all'interno di commissioni come, ad esempio, la SMIFK (Commissione Medica Svizzera Interdisciplinare dal tedesco Schweizerische Medizinische Interfakultätskommission) o l'ufficio federale per la sanità.
Swimsa organizza scambi studenteschi internazionali e prende parte alle manifestazioni della IFMSA. Inoltre sostiene numerosi progetti nell'ambito della sanità pubblica, della formazione medica, della salute riproduttiva e dei diritti umani. 
La Swimsa organizza due volte all'anno la Swiss Medical Students' Convention (SMSC) ed un fine settimana di formazione annuale.
Swimsa è inoltre responsabile dell'assegnazione di due premi: il You Rock swimsa Award e il Project Award.
Con il You Rock swimsa Award vengono premiate quelle persone che si sono impegnate straordinariamente all'interno della swimsa. Viene assegnato due volte all'anno durante i convegni nazionali (SMSC). I candidati vengono proposti dal consiglio direttivo per poi venir votati dall'insieme dei delegati.
Il swimsa Project Award vuole premiare l'impegno dimostrato all'interno di un progetto, organizzato e seguito da studenti di medicina svizzeri. Questo premio viene assegnato ad una SMSC una volta all'anno da una giuria scelta dal consiglio direttivo.